# 만주국 축구 국가대표팀
만주국 축구 국가대표팀(중국어: 滿洲國國家足球隊; 병음 : Mǎnzhōuguó Guójiā Zúqiú Duì )은 1932년 제국 일본의 주도로 전 청나라 관리들이 건국한 만주국과 일본이 점령한 내몽골 자치구의 국제 축구팀이었다. 만주국에 대한 미국 및 기타 국가의 비인정 정책으로 인해 팀은 FIFA에 가입할 수 없으므로 월드컵에 참가할 수 없었다. 만주국은 1930년대 후반에 일본과 세 번의 국제 경기를 치렀고, 모두 패하고 16실점, 무득점을 기록했다.
처음 두 경기는 제2차 중일 전쟁의 발발과 함께 역기능으로 1939년 9월에 폐지된 극동 선수권 대회의 후계자로서 일본이 조직한 "일본, 만주국, 중국과의 수호 선수권 대회(니치만카 고칸 경기회)의 일환으로 열렸다.  세 번째 경기는 일본 제국 건국 2600주년을 기념하고 대동아공영권의 시작을 기념하기 위해 열린 동아시아 경기 대회 (토아 타이카이)에서 열렸다.

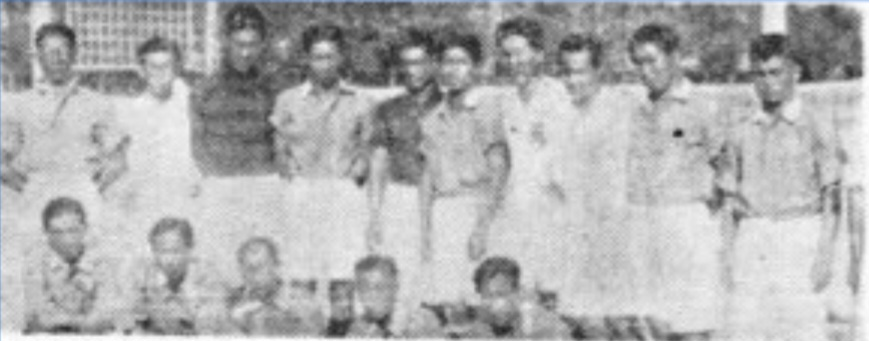
조선 축구 대표팀과의 경기에 참가한 만주국 대표 선수들